# Serra da Estrela
Serra da Estrela (portugalská výslovnost [sera da eštrela]; v překladu „Hvězdné hory“) je pohoří ve středním Portugalsku – v regionu Centro. Jeho nejvyšším vrcholem je Torre (1993 m). Jedná se o nejvyšší pohoří pevninského Portugalska, celkově je v Portugalsku druhé nejvyšší po sopečném masivu Ponta do Pico na Azorských ostrovech. Serra de Estrela je západní součástí Kastilského pohoří (též používaný název „Sierra Central“ či „Cordillera Central“).
Pohoří má podobu vysoko položené náhorní plošiny rozčleněné řekami Mondego, Zêzere a jejich přítoky. Na nejvyšším vrcholu Serra da Estrela byly postaveny objekty radarové stanice, observatoře a kamenný obelisk vysoký 7 metrů, aby tak dosáhl nadmořské výšky 2000 metrů, vede sem horská silnice z vesničky Penhas da Saúde.

## Přírodní park
Nejvyšší partie pohoří Serra da Estrela byly v roce 1976 vyhlášeny regionálním přírodním parkem (Parque Natural da Serra da Estrela) o rozloze 1010 km². Vrcholové oblasti nad horní hranicí lesa (1900 m) mají bohatou flóru horských holí s porosty trávy smilky tuhé a pestře kvetoucími horskými bylinami. Předmětem ochrany jsou rovněž ledovcová jezírka. Sněžná čára tu v pleistocénu dosahovala výšky 1620 m n. m.

## Lyžařské středisko
V oblasti nejvyššího vrcholu pohoří se nachází lyžařský areál (Estância de Esqui da Serra da Estrela). V areálu jsou 4 lyžařské vleky a čtyřsedačková lanovka s převýšením 130 m a 9 sjezdovek s celkovou délkou 7,7 km.

## Osídlení
Svahy pohoří Serra da Estrela byly v minulosti typickou pasteveckou oblastí zaměřenou na chov ovcí, jejichž vlna se zpracovávala v textilním průmyslu a z mléka se dodnes vyrábí nejznámější portugalský sýr - eštrelský sýr, portugalsky Queijo Serra da Estrela [výslovnost keižu sera da eštrela]. V údolích se pěstovala kukuřice a žito. Oblast si i v současnosti částečně uchovává tento ráz. Charakteristické jsou kamenné pastýřské chýše, jejichž doškové střechy se musí po každé tuhé zimě obnovovat. Pochází odtud také psí plemeno Eštrelský pastevecký pes (Cão da Serra da Estrela).

Serra da Estrela
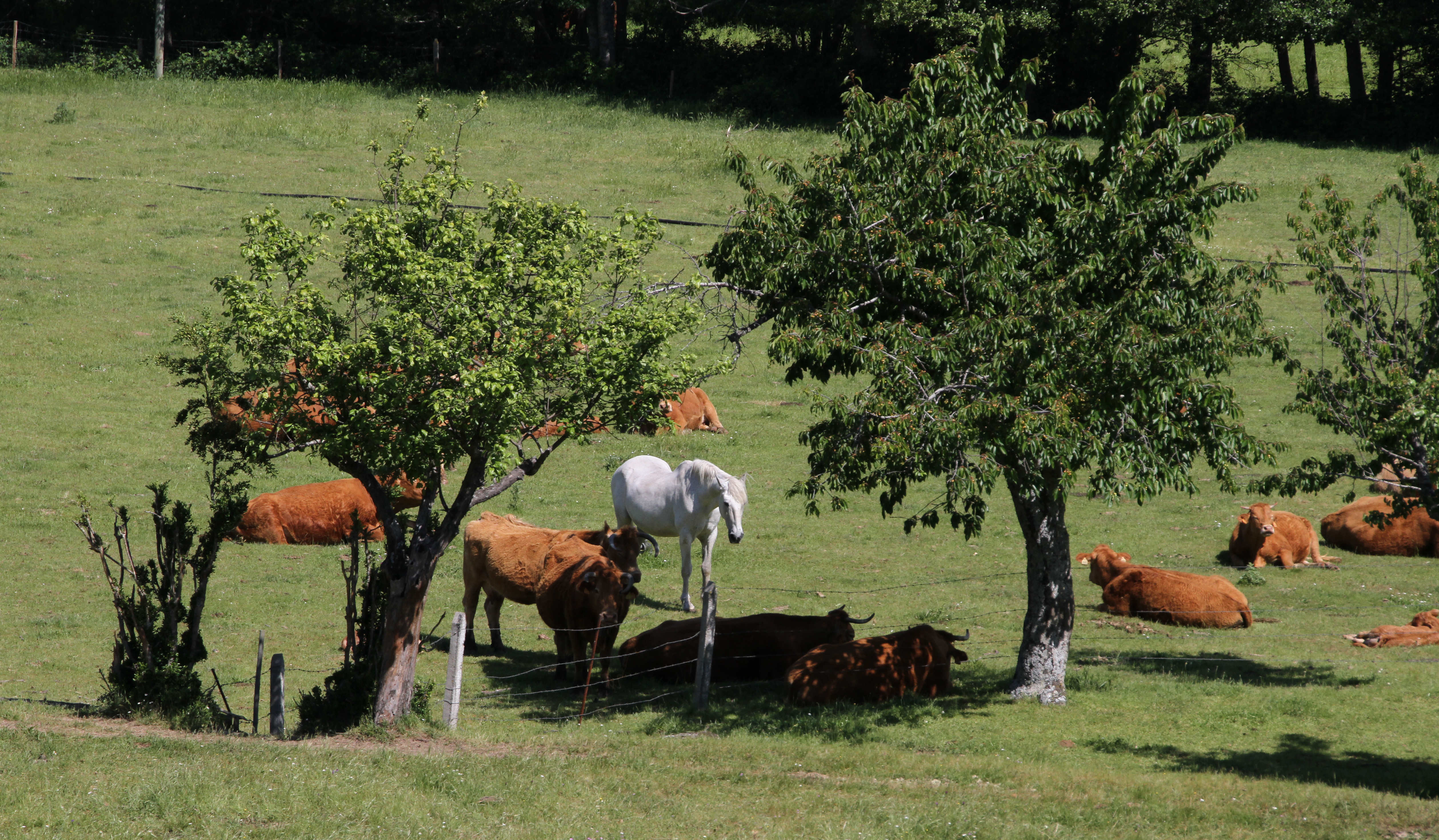
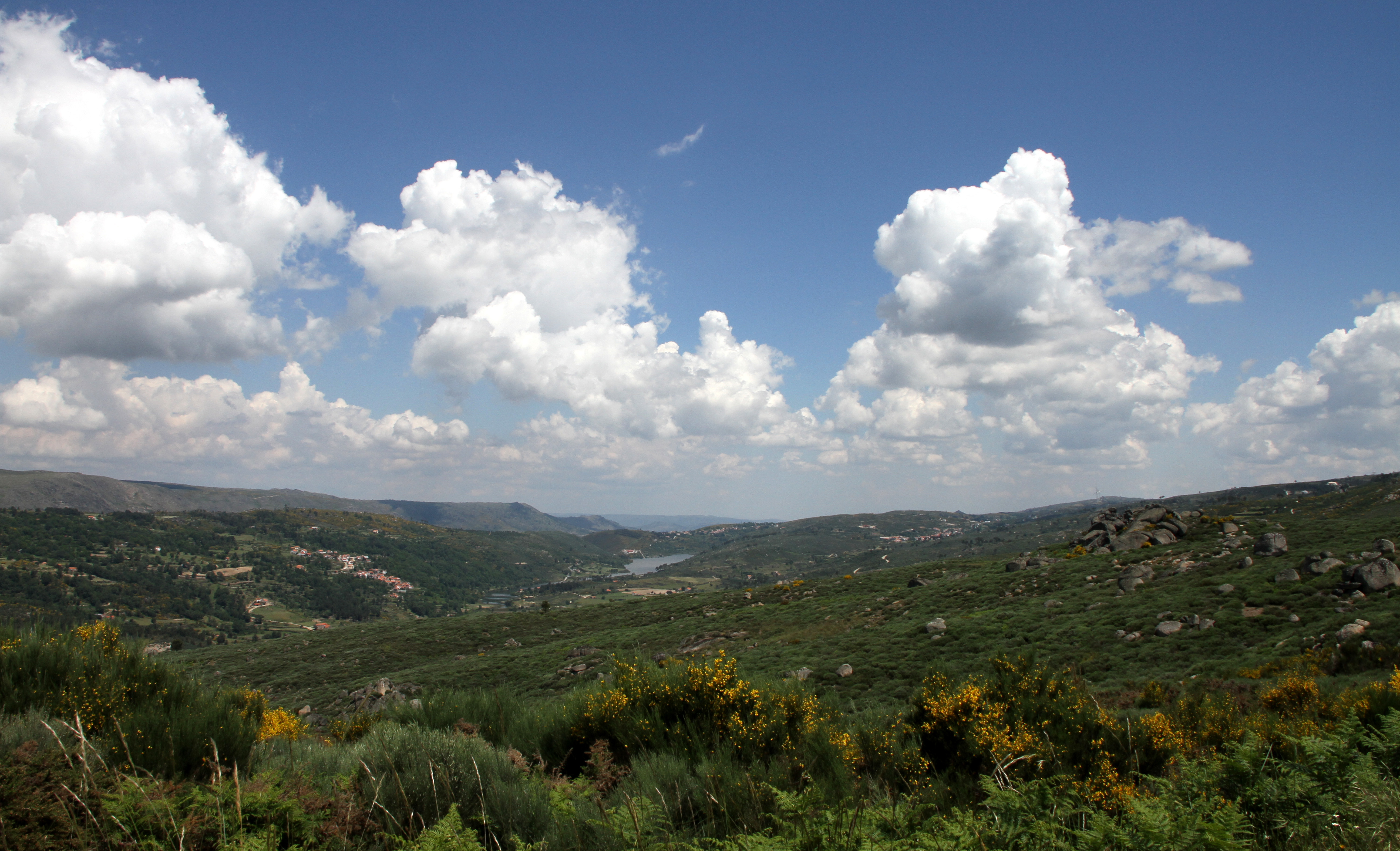
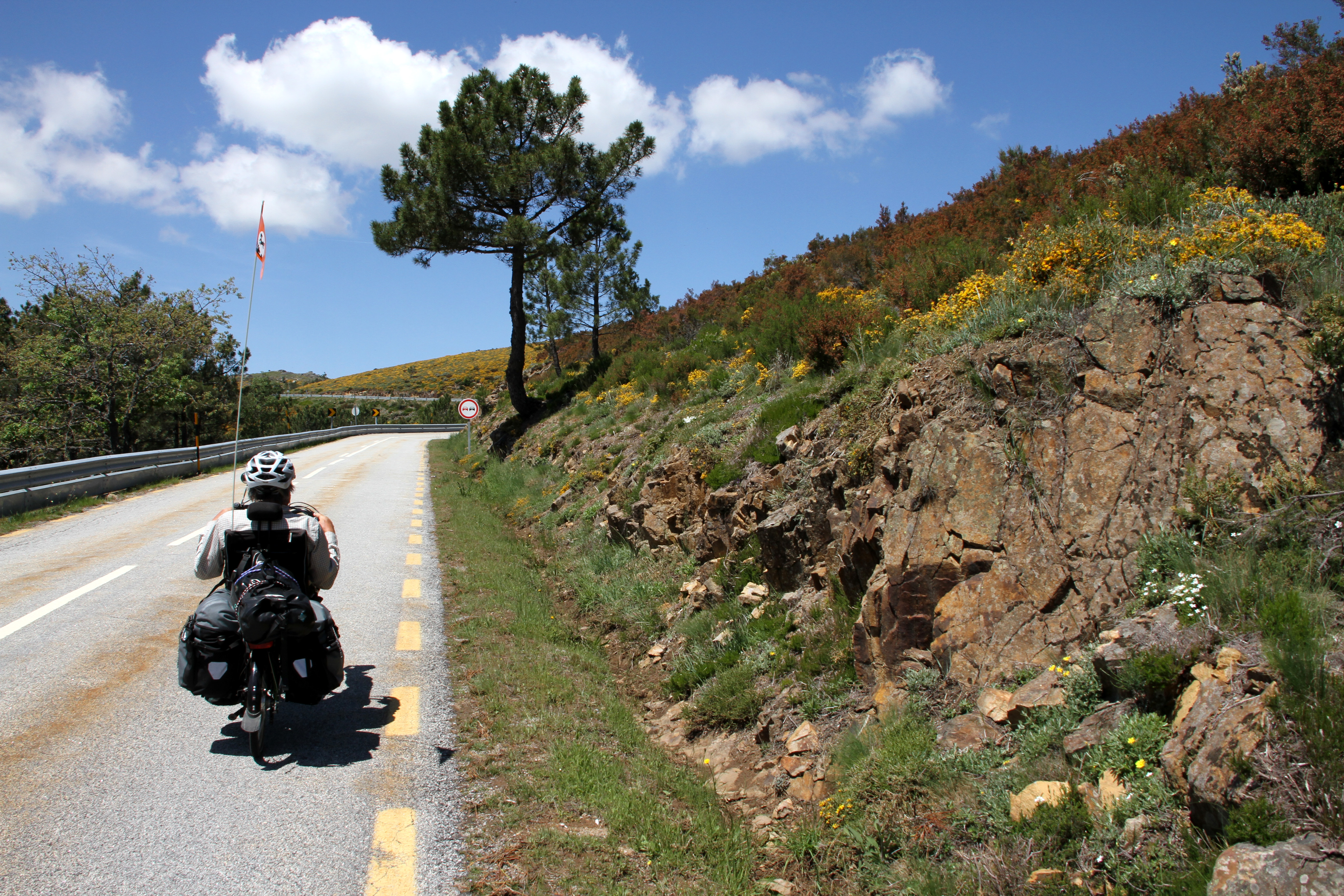
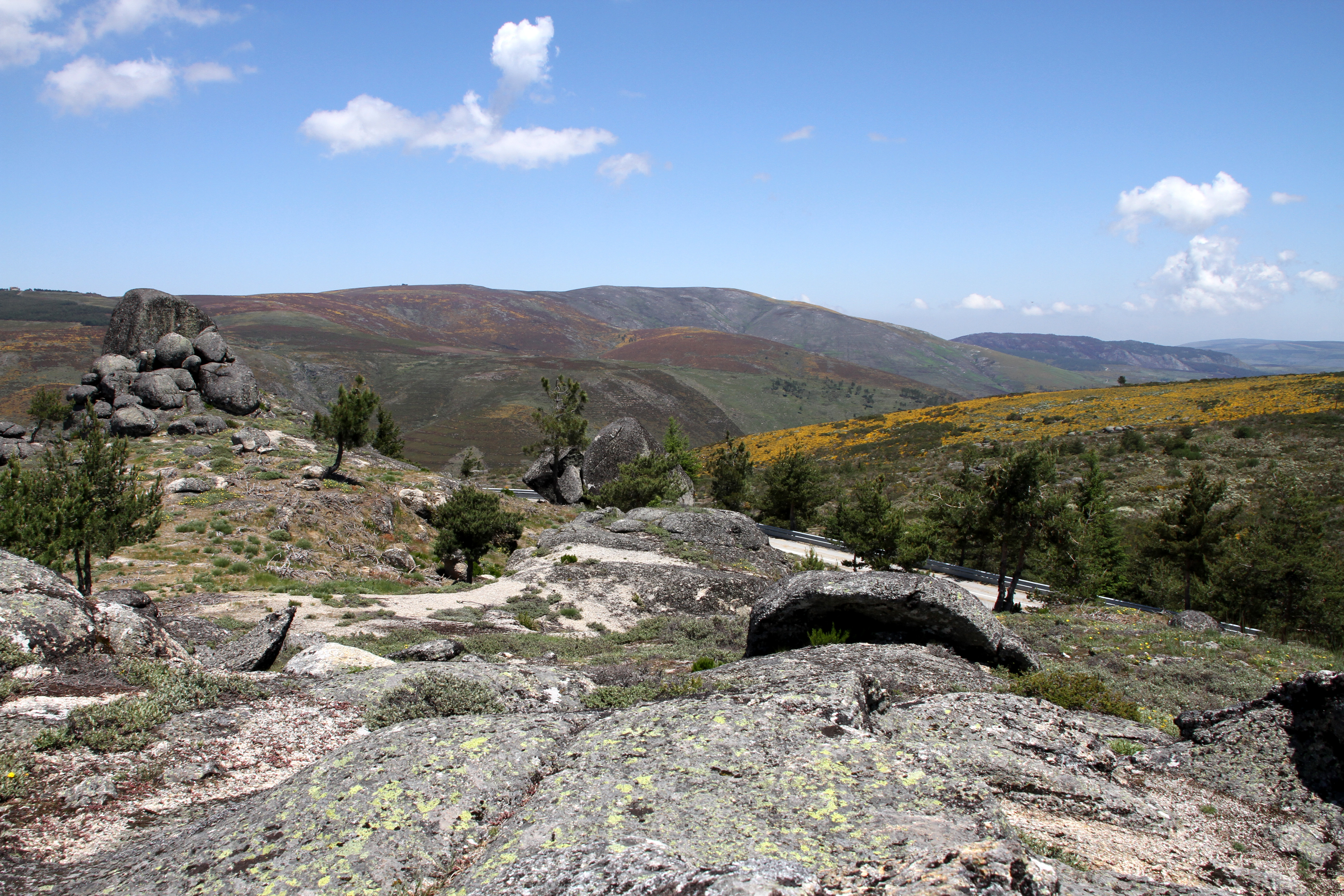
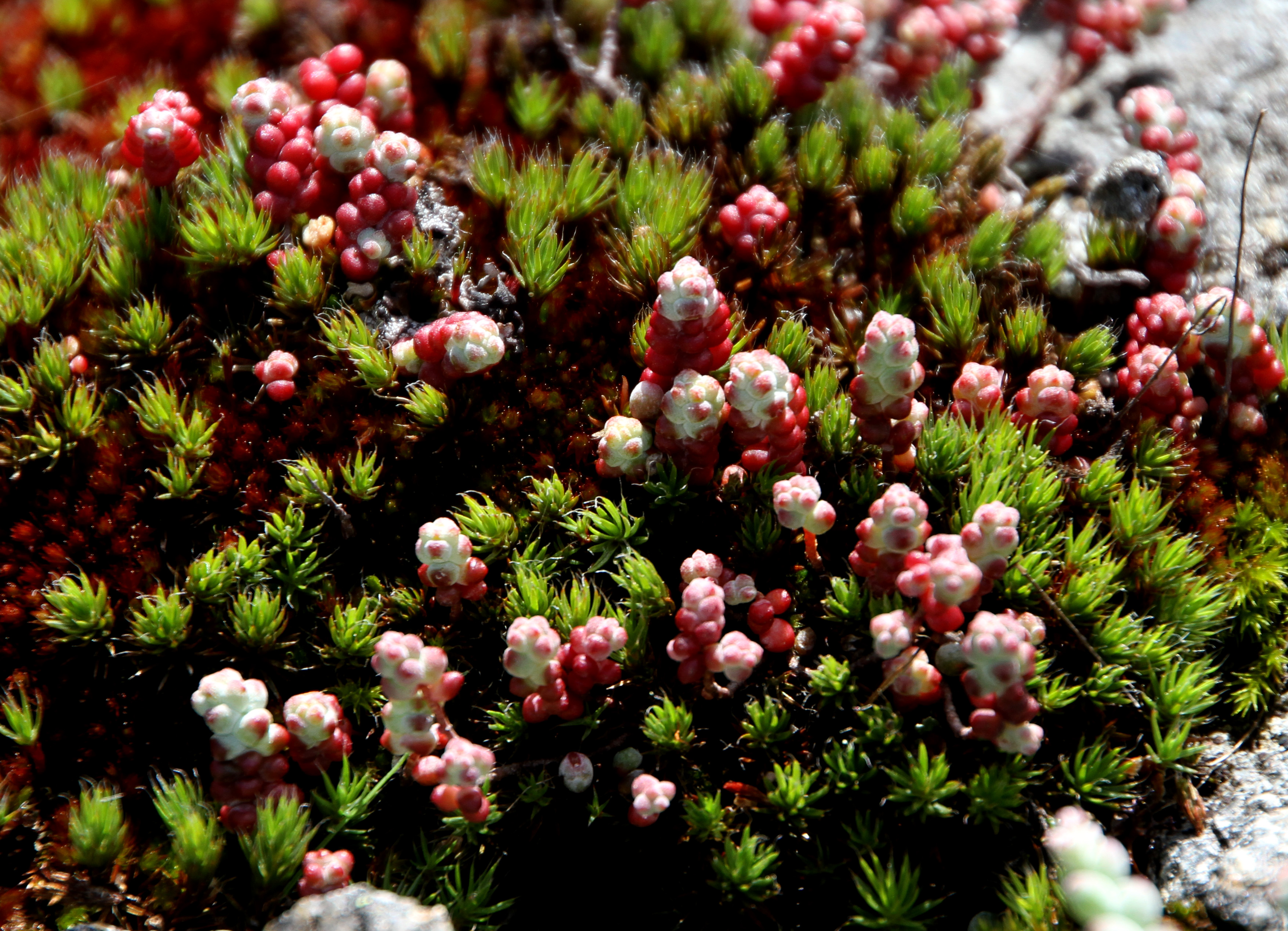
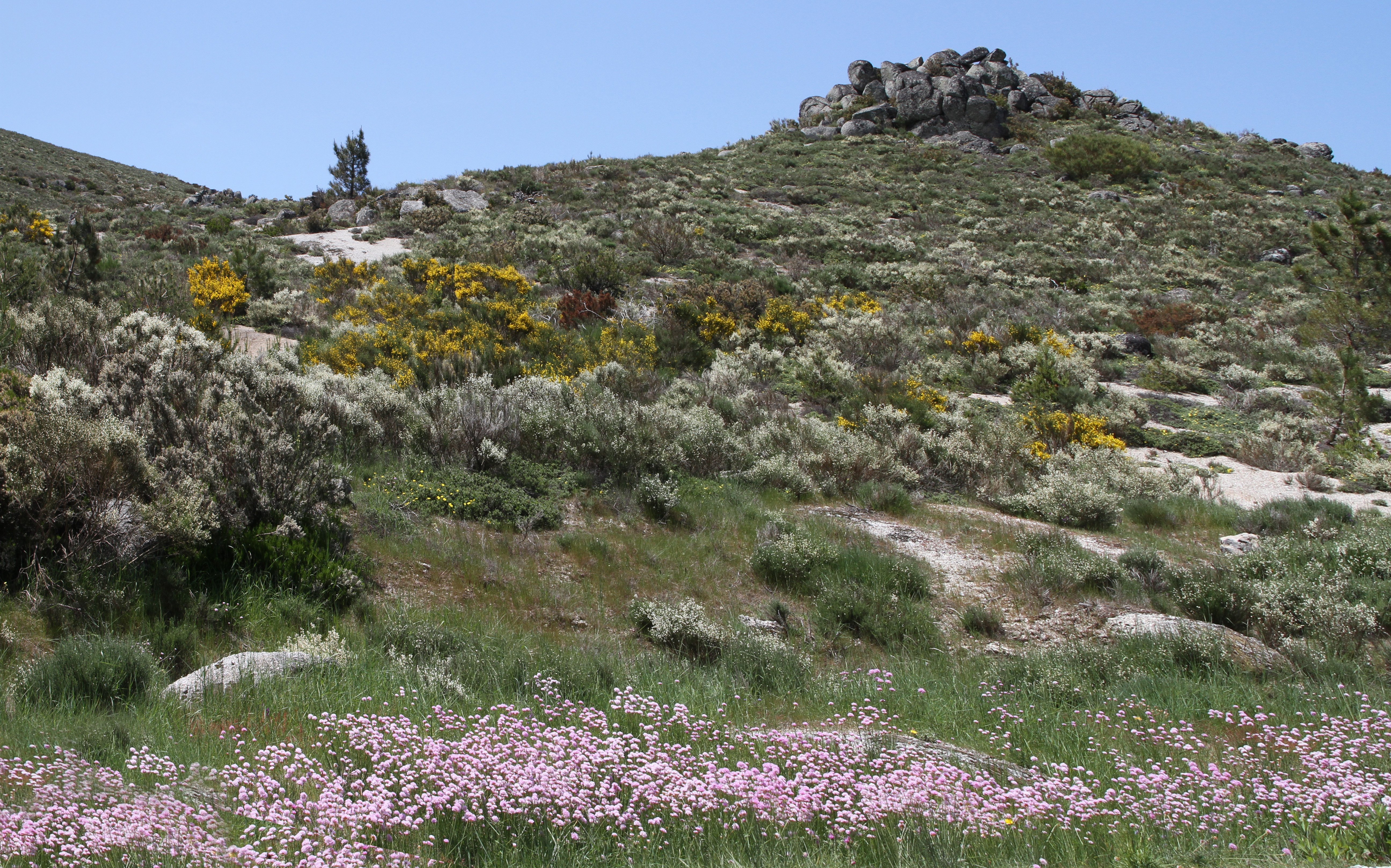
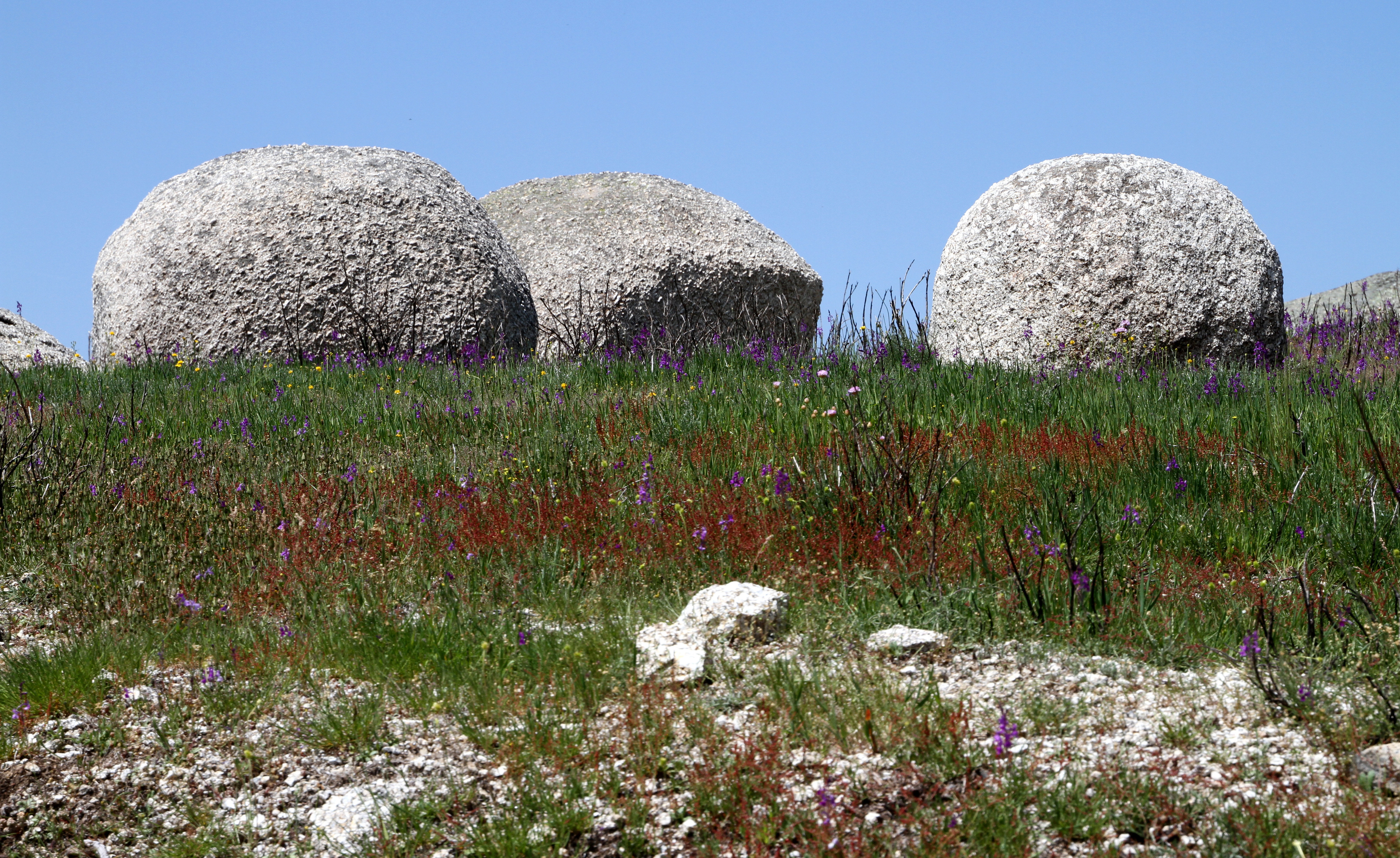
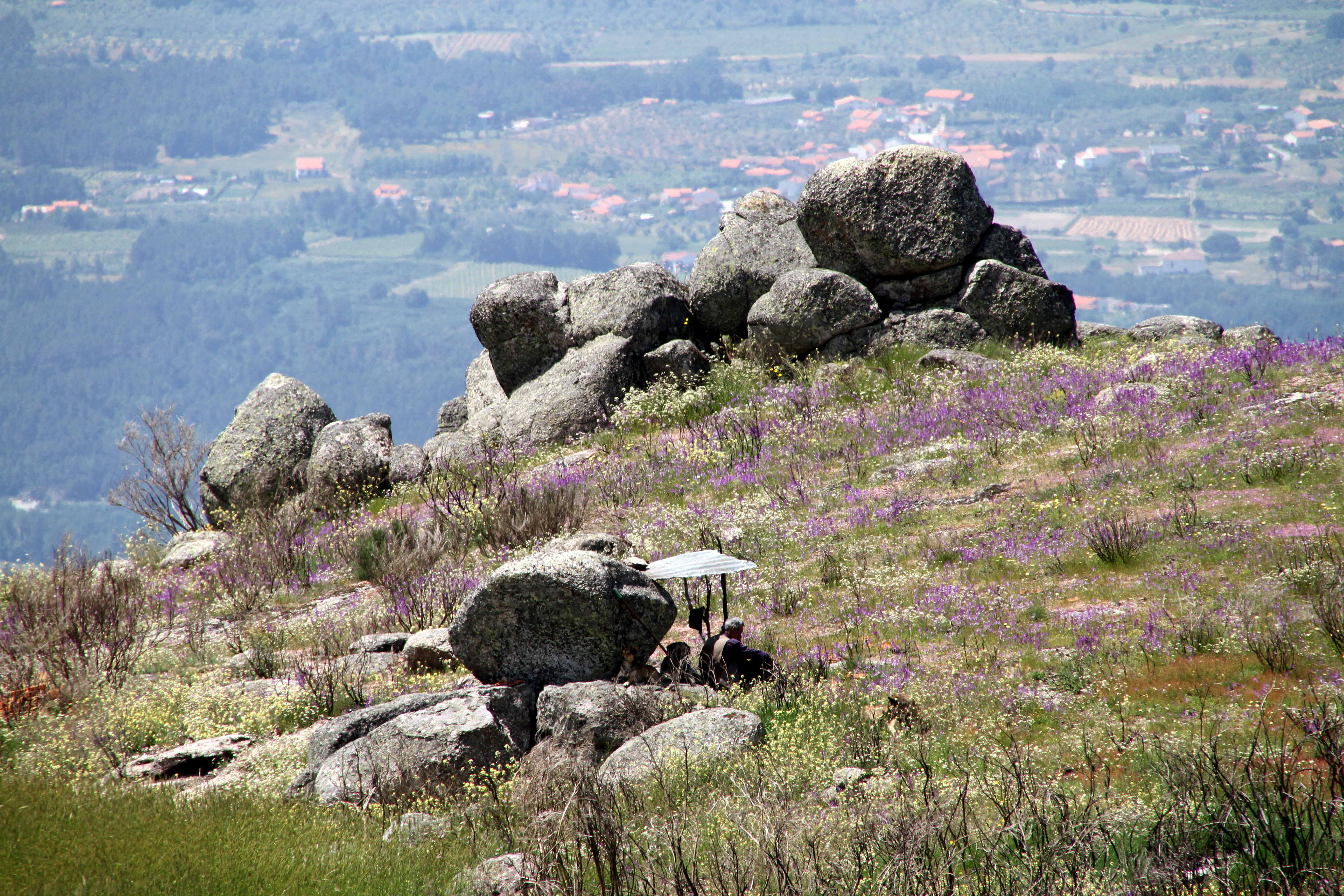